# Abhimanyu Mishra
Abhimanyu Mishra (Nova Jersey, 5 de fevereiro de 2009) é um jogador de xadrez norte-americano. Em julho de 2021 estabeleceu o recorde para o mais novo Grande Mestre de sempre, tendo obtido o título aos 12 anos, 4 meses e 25 dias, e ultrapassando o recorde de Sergey Karjakin que vigorava desde 2003.
Bateu o recorde da Federação de Xadrez dos Estados Unidos para o mais novo "Expert" ao atingir o rating de 2000 da USCF aos 7 anos, 6 meses, e 22 dias, ultrapassando o recorde de Awonder Liang. Foi o Mestre Nacional mais novo a chegar ao rating de 2200 USCF, batendo o recorde de Liran Zhou ao conseguir essa conquista aos 9 anos, 2 meses, e 17 dias. Conseguiu o recorde de mais jovem Mestre Internacional da história, título obtido em novembro de 2019 aos 10 anos, 9 meses e 20 dias, batendo o recorde de Rameshbabu Praggnanandhaa. Entretando, essa marca foi superada pelo argentino Faustino Oro e pelo russo Roman Shogdzhiev, detentor atual do recorde, que obteve o título de maio de 2025 ao 10 anos, 3 meses e 21 dias.